# Gustav Rose
Gustav Rose (18 de març de 1798 – 15 de juliol de 1873) va ser un mineralòleg alemany. Va néixer a Berlín. Era germà del també mineralòleg Heinrich Rose (1795–1864), el fill del farmacòleg Valentin Rose (1762–1807) i el pare de l'eminent cirurgià Edmund Rose (1836–1914).
Rose es va gradura a la Universitat de Berlin, on va tenir com a mestre de mineralogia a Christian Samuel Weiss (1780–1856). També va ser alumne del químic Jöns Jakob Berzelius (1779–1848) a Estocolm on va entrar en contacte amb el químic Eilhard Mitscherlich (1794–1863). Rose va ajudar Mitscherlich per tal de desenvolupar la teoria de l'isomorfisme en cristal·lografia. Des de 1863 fins a la seva mort va presidir la Societat de geologia d'Alemanya.
Gustav Rose va fer importants contribucions en la petrologia i la cristal·lografia, a més de ser un pioner en l'ís del goniòmetre de reflexió. Va desenvolupar un sistema mineral que combinava la química l'isomorfisme i la morfologia.
Rose va fer estudis sobre el quars, feldespats, granits, meteorits i els còndrules (grans d'alguns meteorits). Va desenvolupar el sistema de classificació de meteorits "Rose-Tschermak-Brezina" junt amb Gustav Tschermak von Seysenegg (1836–1927) i Aristides Brezina (1848–1909).
El 1829 amb Alexander von Humboldt (1769–1859) i Christian Gottfried Ehrenberg (1795–1876), Rose va prendre part en l'expedició a la Rússia Imperial. A Rússia va fer estudis de minearalogia a les Muntanyes Altai i a les regions de la mar Càspia. Va identificar minerals com la perovskita, que va rebre el nom de Lev Aleksevich von Perovski (1792–1856). Un mineral de color rosa, la roselita rep aquest nom en honor de Rose, a més ell va encunyar els termes de howardita i eucrita.

## Algunes publicacions
- Elemente der Krystallographie (1830)
- Mineralogischgeognostische Reise nach dem Ural, dem Altai and dem Kaspische Meere (1837) Vol. 1; (1842) Vol. 2.
- Das Krystallo-chemische Mineralsystem (1852)
- Rose, Gustav. Beschreibung und Eintheilung der Meteoriten auf Grund der Sammlung im mineralogischen Museum zu Berlin (en alemany).  Berlín: Königlichen Akademie der Wissenschaften: in Commission bei F. Dümmler's Verlags-Buchhandlung Harrwitz und Gossmann, 1864, p. 161.